# Lysandra posticostriata
Lysandra posticostriata är en fjärilsart som beskrevs av Tutt 1909. Lysandra posticostriata ingår i släktet Lysandra och familjen juvelvingar. Inga underarter finns listade i Catalogue of Life.